# Lemuriformes
Lemuriformes är en infraordning i underordningen lägre primater som utgörs av fem levande och en utdöd  familj. Det svenska trivialnamnet lemurider förekommer för djurgruppen. Arterna lever på Madagaskar och mindre öar i samma region. De varierar i kroppsform och levnadssätt men de flesta arterna vistas i träd och är all- eller växtätare. Flera medlemmar hotas i beståndet genom habitatförstörelse. Några släkten som till exempel jättelemurerna dog ut under de senaste 2000 åren. Det vetenskapliga namnet syftar på de dödas andar, Lemures, i romersk mytologi. Namnet valdes troligen på grund av deras nattaktiva levnadssätt och de markanta ansiktsformerna.

## Evolution
Madagaskar nådde för cirka 120 miljoner år sedan sin nuvarande position. Ön hade innan skilt sig från Gondwana (där Afrika ingick) tillsammans med den indiska subkontinenten och konglomeratet Madagaskar-Indien bröt upp senare. Primater uppkom däremot för 90 miljoner år sedan något som väcker frågan hur underordningens medlemmar nådde ön. Enligt en teori använde primaterna flytande öar. En liknande ö med palmer och primater observerades till exempel 1903 cirka 30 nautiska mil utanför San Salvadors kustlinje. Enligt en annan teori levde primaternas anfader på landmassan Madagaskar-Indien och ordningens medlemmar vandrade till andra områden efter att den indiska plattan kolliderade med den eurasiska kontinentalplattan.

## Systematik
Antalet arter i djurgruppen ökade kraftigt efter nyare studier. Fram till 1999 skildes bara mellan 31 arter. Sedan dess beskrevs några nya arter och vissa underarter fick status som självständiga arter. En undersökning från 2008 räknar 97 arter till infraordningen.
Följande lista redovisar alla familjer och släkten.
- Fingerdjur (Daubentoniidae)
  - Daubentonia, en levande och en utdöd art.
- Muslemurer (Cheirogaleidae)
  - Cheirogaleus, 7 arter
  - Allocebus, med en art, Örontofsmaki
  - Microcebus, 16 arter
  - Mirza, 2 arter
  - Phaner, 4 arter
- Vesslemakier (Lepilemuridae)
  - Lepilemur, 26 arter
- Megaladapidae †
  - Megaladapis †
- Lemurer (Lemuridae)
  - Makier (Eulemur), 12 arter
  - Halvmakier (Hapalemur), 6 arter
  - Stora bambulemurer (Prolemur), en art
  - Ringsvanslemurer (Lemur), en art
  - Varier (Varecia), 2 arter
  - Pachylemur †, 2 arter
- Indrier (Indriidae)
  - Indriinae
    - Indri, en art
    - Sifakor (Propithecus), 8 arter
    - Ullmakier (Avahi), 9 arter

  - Archaeolemurinae †
    - Archaeolemur †, 2 arter
    - Hadropithecus †, 1 art

  - Palaeopropithecinae †
    - Archaeoindris †, 1 art[3]
    - Babakotia †, 1 art
    - Mesopropithecus †, 3 arter
    - Palaeopropithecus †, 2 arter